# Aichi-gun

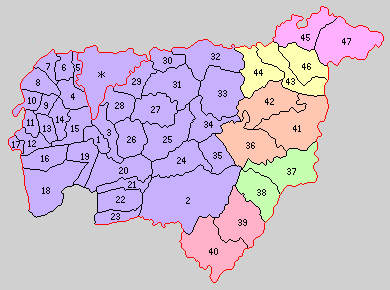
Aichi-gun 1889: nummeriert die neuen Gemeinden, *: die neue kreisfreie Stadt Nagoya (Nagoya-shi), die aus dem „Bezirk“/Stadtkreis Nagoya (名古屋区) entstand, der bereits bei der modernen Reaktivierung der Kreise 1878/79 vom Landkreis Aichi getrennt worden war.

Aichi (jap. 愛知郡 Aichi-gun bzw. historisch gelesen Aichi no kōri) ist der namensgebende Landkreis (-gun) der japanischen Präfektur (-ken) Aichi. Seit Januar 2012 besteht er nur noch aus einer einzigen Gemeinde: der Stadt (-chō) Tōgō.
In der Ritsuryō-Gliederung seit dem Altertum war Aichi einer der acht Kreise der Provinz (kuni/-shū) Owari/Bishū. Zum Ende der Edo-Zeit gehörte der Kreis fast vollständig zum Fürstentum (-han) Nagoya, nur einzelne Dörfer waren geistliche Territorien, vor allem das des Atsuta-Schreins. Nagoya wurde nach der Meiji-Restauration bei der Abschaffung von -han und Einführung von -ken 1871 zur Präfektur. Nach Abschluss der ersten Welle von Präfekturfusionen 1871/72 wurde die Präfektur Nagoya, deren Verwaltungssitz sich weiter im vorherigen Fürstensitz Nagoya im Kreis Aichi befand, in Aichi umbenannt. Mit der modernen Reaktivierung der Landkreise 1878/79 wurde das Stadtgebiet der Präfekturhauptstadt als „Bezirk“/Stadtkreis Nagoya (名古屋区 Nagoya-ku) vom Landkreis getrennt, die Kreisverwaltung von Aichi wurde in Atsuta eingerichtet (1889 Stadt Atsuta, 熱田町 Atsuta-chō→1907 zur Stadt Nagoya). Wie in allen japanischen Kreisen wurden Kreisverwaltung, Landrat, Kreisausschuss und Kreistag von Aichi in den 1920er Jahren einer Demokratisierungsinitiative des Kabinetts Hara folgend wieder abgeschafft und der Kreis wieder auf eine geographische Einheit reduziert.
Bei der Einführung der heutigen Gemeindeformen (-shi/-chō/-son) 1889 wurde der Kreis zunächst in zwei Städte und 45 Dörfer unterteilt. Die meisten davon im Westen wurden schon in der ersten Hälfte des 20. Jahrhunderts in die während der Industrialisierung rapide wachsende, kreisfreie Stadt Nagoya eingemeindet, die meisten verbliebenen im Osten wurden in der zweiten Hälfte des 20. oder im frühen 21. Jahrhundert zu oder Teil von kreisfreien Städten. Seit 2012 verbleibt nur noch die Stadt Tōgō im Südosten des ursprünglichen Kreises, vor 1970 das Dorf Tōgō, das 1906 durch die Fusion der Dörfer Morowa und Haruki (37 & 38 auf der Karte) entstanden war.